# 拐河北站
拐河北站位于中华人民共和国河南省南阳市方城县拐河镇，是郑渝高速铁路的一座越行站，不办理客货运业务。车站规模为1台4线，除站场外只设有行车室和职工宿舍等设施，仅设有4名职工。